# Kitzeck im Sausal
Kitzeck im Sausal è un comune austriaco di 1 246 abitanti nel distretto di Leibnitz, in Stiria.